# Mangskog
Mangskog är en småort i Arvika kommun och kyrkby i Mangskogs socken. 
I Mangskog återfinns Mangskogs kyrka och hemmanen/småbyarna Slobyn, Tobyn, Gylterud, Takene, Salungen, Åstenäs, Grytterud, Bjurbäcken, Fjäll, Rinnen, Humsjön samt Lövnäs.
Orten nämns först 1581, då som "Mangescog", och ingick till 1705 Brunskogs socken.
Gustaf Fröding vistades i prästgården under åren 1880–1881 och skrev där flera av sina kända dikter, bland annat Det var dans bort i vägen.  I Mangskog finns en minnessten kallad Frödingstenen. Intendenten vid Nordiska museet Nils Keyland var född och uppväxt i Mangskog i hemmanet Bjurbäcken. Även författaren Tage Aurell levde och verkade i Mangskog.